# MP4orce
MP4orce (englischer Titel: MP4orce - Beyond Real) ist eine deutsche Zeichentrickserie aus dem Jahr 2006.

## Handlung
Immer wenn der Spielschurke Tenebrous die reale Welt mit Hilfe seines Handlangers DELVAN 13 alias Damian digitalisieren will, müssen die vier Freunde Laylen, Cooder, Kayce und Benny eingreifen, unterstützt von dem Spielguru Clackson aktivieren sie ihre Superkräfte durch Musik und tauchen in das Computerspiel ein, als MP4orce stellen sich die vier Freunde allen Herausforderungen und bezwingen jedes Level, egal wie oft und wie viel DELVAN 13 die Level manipuliert. Cooder (Thrash) ist ein rothaariger Angeber, seine Hobbys sind neben Videospiele spielen, Sport und Chilifrittenwettessen, mit seinen Pfeilen kann er fast jeden Gegner und jedes Hindernis zerstören. Kayce (Kickblast) ist oft genervt von Cooders Angeberei und manchmal auch von Laylens Pingeligkeit, trotzdem steht sie ihrem Team immer zur Seite, mit ihren Powerschuhen kann sie enorme Schallwellen erzeugen und Gegner in den Boden stampfen. Laylen (Screamplay) ist eine zopfige Blondine, die sich nicht gerne schmutzig macht, mit ihren Geschreiwellen kann sie fast alle Gegner und Hindernisse aus dem Weg räumen. Benny (Reverb) ist dunkelhäutig und Brillenträger, mit seiner Kampfrüstung kann er nicht nur Gegner illiminieren, sondern auch digitale Schutzschilder und Auffangkissen erzeugen. Tenebrous Pläne scheitern auch nicht zuletzt deshalb, weil er sein Temperament nicht zügeln kann und ihm sein Handlanger DELVAN 13 nicht den geforderten Respekt erweist.

## Produktion und Veröffentlichung
Die Serie wurde 2006 von Berlin Animation Film produziert. Dabei sind 13 Folgen entstanden.
Erstmals wurde die Serie am 10. Mai 2014 auf Your Family Entertainment ausgestrahlt und im Free-TV am 8. September 2016 auf eoTV. Weitere Ausstrahlungen erfolgten ebenfalls auf Fix & Foxi.

## Episodenliste
| Folge | deutscher Titel             | deutsche Erstausstrahlung | Originalausstrahlung  |
| 1     | Arktische Invasion          | 10.05.2014                | Polar Invasion        |
| 2     | Wettlauf mit der Zeit       | 11.05.2014                | Oblivion Run          |
| 3     | Endzeit Grand Prix          | 12.05.2014                | Doomsport XT          |
| 4     | Metall auf Metall           | 13.05.2014                | Metal 2 Metal         |
| 5     | Die Insel von Tar Taroo     | 14.05.2014                | Islands Of Tar Taroo  |
| 6     | Pestilenz X                 | 15.05.2014                | Pestilence X          |
| 7     | Insektoiden-Dämmerung       | 16.05.2014                | Insectoid Doom        |
| 8     | Dungeon Matrix              | 17.05.2014                | Dungeon Matrix        |
| 9     | Pinball: Alien Planet       | 18.05.2014                | Pinball: Alien Planet |
| 10    | Tiefdruck Terror            | 19.05.2014                | Fathoms Fear          |
| 11    | Im freien Fall              | 20.05.2014                | Highspeed Freefall    |
| 12    | Wüste der Verdammnis        | 21.05.2014                | Sands Of Doom         |
| 13    | Angriff aus dem Mikrokosmos | 22.05.2014                | Micro Terror Attack   |